# سیاه‌پر دم‌زورقی
سیاه‌پر دم‌زورقی (نام علمی: Quiscalus major) نام یک گونه از خانواده سیاه‌پرگان است.